# トルコ統計局
トルコ統計局（トルコとうけいきょくTürkiye İstatistik Kurumu (TÜİK)）は、トルコの政府機関であり、トルコの人口、資源、経済、社会、文化に関する公式統計の作成を委託されている。設立されたのは1926年で、本部はアンカラにある。